# رامو شیطون
رامو شیطون 
(به تلوگویی: Allari Ramudu) و (به انگلیسی: Naughty Ramu) فیلمی هندی محصول سال ۲۰۰۲ و به کارگردانی بی. گوپال است. در این فیلم بازیگرانی همچون ان.تی راما رائو جونیور، ناگما، آرتی آگاروال، گاجالا و کاسیناتونی ویسوانت ایفای نقش کرده‌اند.